# Geulanggang Gajah
Geulanggang Gajah is een bestuurslaag in het regentschap Nagan Raya van de provincie Atjeh, Indonesië. Geulanggang Gajah telt 435 inwoners (volkstelling 2010).